# Liero
Liero（常見譯名為虐殺幼蟲）是一个芬兰程序员Joosa Riekkinen在1998年制作的平台动作射击游戏。可以描述为即时版本的《百战天虫》，此游戏模仿了同期芬兰游戏MoleZ（比Liero更早）的创意，也深深影响了Soldat。游戏是用C++开发，基于Allegro。

## 游戏方式
Liero是两只蠕虫对抗互相攻击，从40种武器中选择5个。除了岩石都可以破坏，也可以钻。每个虫子都有个无法破坏的飞索，甚至可以把对手捉住。还有天空落下的箱子。可以替换武器和恢复生命。Liero弹药无限，只是需要打完后等待一定时间。模式有死亡竞赛和夺旗两种。游戏是分屏的，能够看到对手在作什么。

## 修改
Liero最后版本1.33在1999年放出，但是作者因硬盘事故丢失了Pascal写成的源代码。不过作者允许社区做出一定修改。

## 前身

### MoleZ
MoleZ在1997年由FRACTiLE Games放出，针对DOS。1999圣诞节后成为免费软件。相对而言绳子能力比Liero差很多。

## 复刻和重制
Liero Xtreme是非官方Liero后继。为网络游戏，可定制武器关卡和角色。 Liero Xtreme 是Jason Boettcher用C++写成。 Abandonia Reloaded评价Xtreme's 定义和武器从很多游戏如和《小蜜蜂》中取得甚多，但是人工智能是缺陷。2006年释放源代码后，OpenLieroX成为了Liero Xtreme的继承者，同时前者开发停止，OpenLieroX兼容LieroX的客户端，使用开源协议，3年之后，OpenLieroX已经是Liero Xtreme的3倍大小，拥有很多新特性。

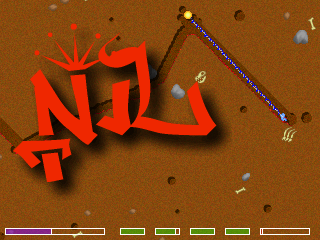

NiL (定义为NiL Isn't Liero)是Liero克隆，运行在Linux下，初始没有Windows版本，使用GNU General Public License协议。NiL支持TCP网络，和无限制数目的玩家。曾掀起一阵热潮 Flemming Frandsen在1999年启动此项目。

## 其他
- Soldat
- Teeworlds
- OpenLieroX ── Open Liero eXtreme，几乎完全兼容Liero Extreme